# Pont Aval
Pont Aval är en 321,5 meter lång bro som leder Boulevard Périphérique över floden Seine i Paris och är stadens längsta bro.
Den öppnades 1968 och är liksom sin systerbro Pont Amont uppkallad efter sitt läge längs floden Seine. Amont är det franska ordet för uppströms, och är den första bron när floden flyter in i Paris; aval betyder nedströms och är den sista bron.